# Игнорирование (психология)
Игнори́рование (избега́ние) — защитный механизм психики, заключающийся в бессознательном контроле информации об источнике неприятного воздействия, наличии или характере угрозы (опасности); ограничении количества такой информации или её искажённом восприятии.

## Отличия от других защитных механизмов
Применяя эту защиту отдельно от других, человек не отказывается осознавать существование опасности или неприятного воздействия, как в случае отрицания, не забывает о ней, как в случае вытеснения, не перестаёт воспринимать окружающую реальность, как при примитивной изоляции и не принижает значимость информации, как при обесценивании. Он просто избегает ситуаций, в которых может получить неприятную ему информацию.